# Manchalli & Forest, Virajpet
Manchalli & Forest là một làng thuộc tehsil Virajpet, huyện Kodagu, bang Karnataka, Ấn Độ.